# Heinz van Haaren

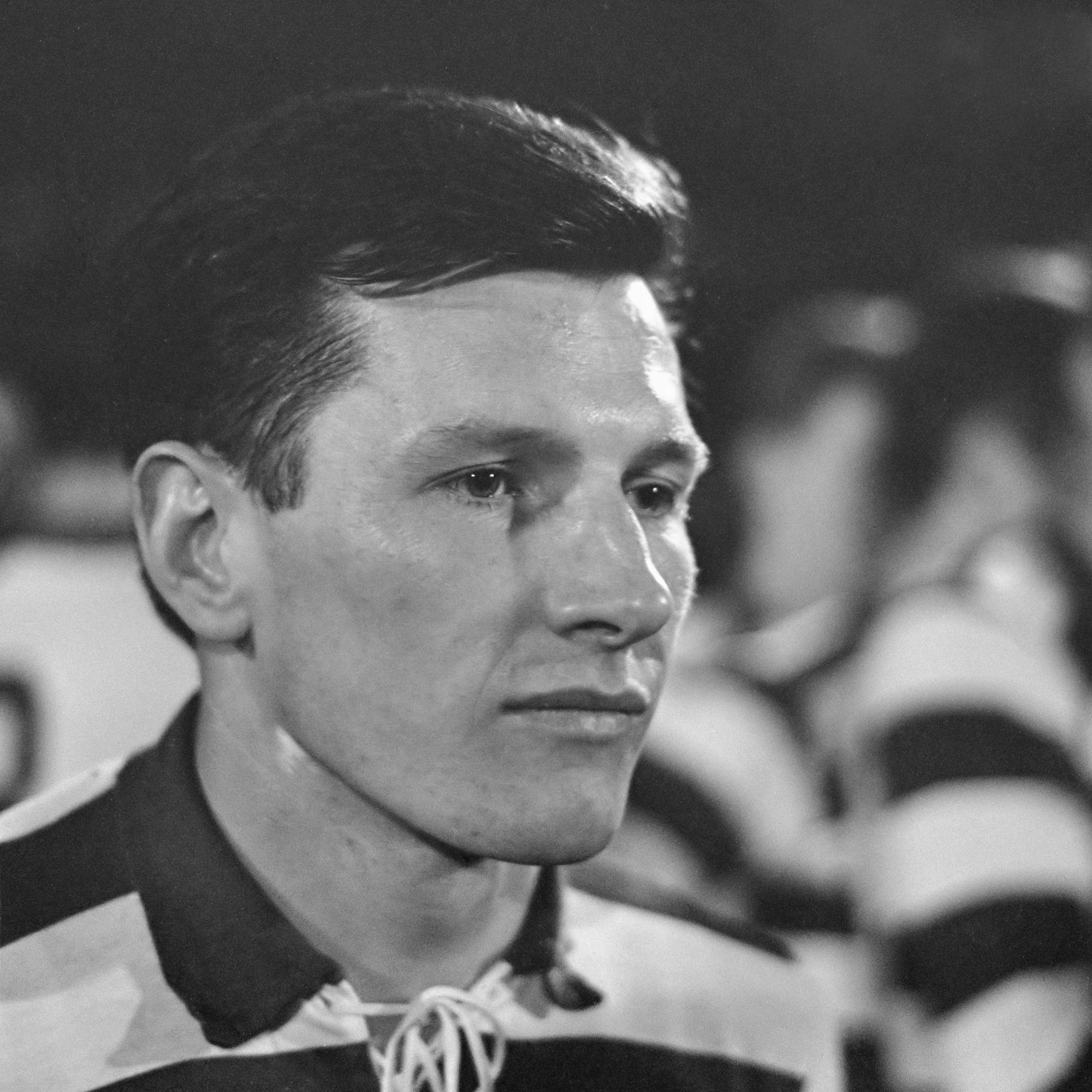
Heinz van Haaren (1968)

Heinz van Haaren (* 3. Juni 1940 in Marl) ist ein ehemaliger niederländischer Fußballspieler, der mit dem FC Schalke 04 im Jahre 1972 den DFB-Pokal gewann. Der Mittelfeldspieler hat in der Fußball-Bundesliga von 1964 bis 1972 für die Vereine MSV Duisburg und den FC Schalke 04 insgesamt 249 Ligaspiele absolviert und 31 Tore erzielt.

## Karriere

### TSV Marl-Hüls, 1960–1964
Aus der Jugendabteilung des VfL Drewer über die SpVg Marl wechselte der 20-jährige van Haaren 1960 zum Aufsteiger in die Oberliga West, dem TSV Marl-Hüls. In seinem ersten Oberliga-Jahr 1960/61 kam er auf 29 Spiele und zwei Tore. Zum Ende der Oberliga-Ära 1963 hatte er für Marl-Hüls in drei Jahren 82 Spiele bestritten und dabei acht Tore erzielt. In der Saison 1962/63 hatte Rudi Gutendorf Station im Jahnstadion gemacht, für seine TSV-Schützlinge reichte es aber nur zum 16. Platz. Doch Gutendorf bekam 1963/64 die Chance, zum Start der neuen Bundesliga als Trainer mit dem Meidericher SV zu arbeiten.
Karl-Heinz Sell und Christoph Walter, Mitspieler von Heinz van Haaren unter dem späteren „Riegel-Rudi“, gelang 1967 mit Alemannia Aachen ebenfalls der Sprung in die Bundesliga. Der mit einem niederländischen Pass ausgestattete van Haaren blieb eine weitere Saison in Marl-Hüls. Im ersten Jahr der Regionalliga West 1963/64 landete der linke Außenläufer mit seinen Kameraden auf dem ausgezeichneten 4. Platz. Der zumeist als linker Außenläufer im damaligen WM-System aufgelaufene van Haaren hatte an der Seite von Torhüter Manfred Gudasch, dem Verteidigerpaar Hans-Dieter Jekosch und Rolf Pawellek, sowie Mittelläufer Günter Peters in 37 Regionalligaspielen mitgewirkt. Der Überraschungs-Vizemeister der 1. Bundesliga-Runde, der Meidericher SV, verpflichtete für das zweite Jahr im Fußball-Oberhaus dann den in der Regionalliga herausragenden Mittelfeldspieler. Damit war seine Zeit beim TSV nach vier Runden abgelaufen.

### Meidericher SV/MSV Duisburg, 1964–1968
Mit Trainer Hermann Eppenhoff und den Mitspielern Manfred Manglitz, Michael Bella, Hartmut Heidemann, Werner Krämer, Horst Gecks und Carl-Heinz Rühl erlebte er in der Saison 1965/66 in Meiderich nach dem 8. Rang in der Bundesliga den Einzug in das DFB-Pokalfinale 1966. Am 4. Juni stand van Haaren mit seinen neuen Mannschaftskollegen vom MSV in Frankfurt/Main dem hoffnungsvollen Team des Aufsteigers FC Bayern München gegenüber. Franz Beckenbauer setzte mit seinem Tor zum 4:2 für die Bayern den Schlusspunkt in einem Finale, das den Fans beider Mannschaften Grund zum Jubeln gab. In der Saison 1967/68 regierte Gyula Lóránt mit strenger Trainer-Hand in der Wedau. Nach der Vorrunde stand der MSV auf dem 4. Rang, punktgleich mit dem Tabellenzweiten. Heinz van Haaren spielte eine starke Runde, in allen 34 Spielen spulte er ein immenses Pensum ab und erzielte auch noch sieben Treffer. Horst Wild, der vom Karlsruher SC gekommene Mittelfeldspieler, und Rainer Budde unterstützten ihn wirkungsvoll in der Offensive. In der Rückrunde konnte die Lorant-Truppe das Niveau nicht mehr ganz halten und landete am Saisonende auf Platz sieben. Heinz van Haaren verabschiedete sich 1968 nach vier Spielzeiten bei den „Zebras“ mit 123 Spielen und 22 Toren und wechselte zum FC Schalke 04.

### FC Schalke 04, 1968–1972
Nach dem Trainer-Wechsel von Günter Brocker zu Rudi Gutendorf am 22. November 1968 ging der Weg der „Königsblauen“ in der Tabelle nach oben. Noch besser lief es im Pokalwettbewerb. Die Mannen um Heinz van Haaren zogen in das Finale am 14. Juni 1969 in Frankfurt am Main gegen Bayern München ein. Gerd Müller holte mit seinen zwei Toren neben dem ersten Bundesliga-Titel auch den DFB-Pokal 1968/69 nach München. Gleichzeitig qualifizierte sich Schalke für den Europacup 1969/70. Über die Stationen Shamrock Rovers, IFK Norrköping und Dinamo Zagreb zog Schalke bis ins Halbfinale ein, wo gegen Manchester City Endstation war. Mit Trainer Ivica Horvat erlebte Heinz van Haaren 1971/72 dann seine beste Bundesliga-Saison. Schalke wurde mit 28:6 Punkten Herbstmeister, wobei van Haaren beim 1:0-Sieg über Verfolger Bayern München am letzten Vorrundenspieltag das „goldene Tor“ erzielte. Am letzten Spieltag der Saison  gewann der FC Bayern dennoch die deutsche Meisterschaft durch einen 5:1-Heimsieg gegen die „Knappen“ und machte Schalke zum Vizemeister 1972. Aber drei Tage darauf triumphierte „Königsblau“. Mit 5:0 Toren wurde das Pokal-Finale in Hannover am 1. Juli gegen den 1. FC Kaiserslautern gewonnen. Die Mittelfeldreihe mit van Haaren, Herbert Lütkebohmert und Klaus Scheer war die spieltragende Achse des Pokalsiegers. Die Leistung des Regisseurs Heinz van Haaren trug wesentlich zum Erfolg bei.
Er war laufstark, kombinationssicher, taktisch clever und über all die Jahre seiner aktiven Laufbahn konstant. Von 1968 bis 1972 bestritt er für Schalke 126 Bundesligaspiele und erzielte dabei 10 Tore.

## Aussagen
Für Torjäger Klaus Fischer war van Haaren eine der Führungspersönlichkeiten der Mannschaft: „Er war vielleicht nicht der Schnellste, aber er hatte sehr viel Ruhe am Ball und ein unheimlich gutes Auge.“ Klaus Fichtel, der Rekord-Libero, bezeichnet van Haaren gar als „heimlichen Kapitän der Mannschaft, den eine ungeheure Laufbereitschaft auszeichnete.“ Ulrich Homann schrieb hierüber: „Heinz van Haaren, der fliegende Holländer, ein Mittelfeldstratege allererster Güte, in dieser Zeit (1965–72) auf seiner Position eigentlich nur von Günter Netzer übertroffen.“

## Bundesliga-Skandal
Heinz van Haaren stand am 17. April 1971 beim „verkauften 0:1“ gegen Bielefeld in der Schalker Mannschaft. Wie alle anderen zwölf Schalker Spieler, die mitgewirkt hatten, wurde er vom DFB gesperrt. Er wechselte zusammen mit Reinhard Libuda zu Racing Straßburg. Allerdings erklärte Heinz van Haaren 2009 in einem Zeitungsinterview, dass sein Wechsel zu Straßburg schon vorher festgestanden hatte und nicht deshalb zustande kam, um einer möglichen Sperre durch den DFB zu entgehen.

## Ausklang
1973 kehrte er wieder ins Ruhrgebiet zurück und spielte noch ein paar Jahre bei verschiedenen Amateurvereinen, ehe er Ende der 70er-Jahre bei Schalke 04 Nachwuchstrainer wurde. Er gewann mit der B-Jugend 1978 die deutsche Meisterschaft. Mit Wolfram Wuttke reifte ein großes Talent in diesem Jahrgang für Schalke heran. Fußball wurde allerdings zum Hobby. Heinz van Haaren begann eine Ausbildung zum staatlich geprüften Masseur und betrieb dann eine Massagepraxis in Gelsenkirchen. Sohn André trat in seine Fußstapfen, er war für die Schalker Amateure als Physiotherapeut tätig, bis er die Praxis seines Vaters übernahm.

## Weiterführende Literatur
- Jürgen Bitter: Deutschlands Fußball. Das Lexikon. Sportverlag, Berlin 2000, ISBN 3-328-00857-8.
- Matthias Kropp: Triumphe im Europapokal. Alle Spiele der bundesdeutschen Klubs seit 1955 (= „AGON Sportverlag statistics.“ Band 20). AGON Sportverlag, Kassel 1996, ISBN 3-928562-75-4.
- Matthias Weinrich, Hardy Grüne: Enzyklopädie des deutschen Ligafußballs. Band 6: Deutsche Pokalgeschichte seit 1935. Bilder, Statistiken, Geschichten, Aufstellungen. AGON Sportverlag, Kassel 2000, ISBN 3-89784-146-0.
- Matthias Weinrich: Enzyklopädie des deutschen Ligafußballs. Band 3: 35 Jahre Bundesliga. Teil 1. Die Gründerjahre 1963–1975. Geschichten, Bilder, Aufstellungen, Tabellen. AGON Sportverlag, Kassel 1998, ISBN 3-89784-132-0.
- Hans Dieter Baroth: Jungens, Euch gehört der Himmel! Die Geschichte der Oberliga West 1947–1963. Klartext, Essen 1988, ISBN 3-88474-332-5.
- Reviersport vom 6. Januar 2009.
- Holger Jenrich (Hrsg.): Radi, Buffy und ein Sputnik. Ausländer in der Fussball-Bundesliga 1963–1995. Klartext, Essen 1996, ISBN 3-88474-280-9.